# Thomisus schultzei
Thomisus schultzei là một loài nhện trong họ Thomisidae.
Loài này thuộc chi Thomisus. Thomisus schultzei được Eugène Simon miêu tả năm 1910.